# Pseudocalliope longicornis
Pseudocalliope longicornis är en tvåvingeart som först beskrevs av Daniel William Coquillett 1902.  Pseudocalliope longicornis ingår i släktet Pseudocalliope och familjen lövflugor. Inga underarter finns listade i Catalogue of Life.